# Glirulus japonicus
Glirulus japonicus är en gnagare i familjen sovmöss och den enda arten i sitt släkte.

## Beskrivning
Arten liknar hasselmusen i utseende och når en kroppslängd av 65 till 80 millimeter. Därtill kommer en 40 till 55 millimeter lång yvig svans. Vikten ligger mellan 14 och 40 gram. Pälsen har på ovansidan en olivgrön till brun färg, undersidan är ljusare. På ryggen finns en längsgående mörk strimma. Alla fingrar (fyra per fot) och tår (fem per fot) är utrustade med små böjda klor som ger bra grep när djuret klättrar i växtligheten.
Glirulus japonicus är endemisk för Japan där den lever i bergstrakternas skogar upp till 1 800 meter över havet. Den kallas på japanska för Yamane.
Djuret är aktivt mellan skymningen och gryningen. Glirulus japonicus vilar på dagen i runda bon som göms i trädens håligheter, bland vegetationen, under marken eller i bergssprickor. Födan utgörs av frukter, frön, insekter och fågelägg. Före vintern skapar den fettreserver och den kan gå i ide i upp till sju månader. Idet kan även finnas i människans byggnader.
Kort efter vintervilan börjar parningstiden. Hanar och honor hittar varandra med hjälp av sina läten. Dräktigheten varar ungefär en månad och i juni eller juli föder honan vanligen fyra ungar. De är först blinda och öppnar sina ögon efter cirka 18 dagar. Med 4 till 6 veckors ålder blir ungarna självständiga. Efter ungefär ett år är de könsmogna. Livslängden ligger vanligen mellan 3 och 6 år.
I vissa regioner hotas arten av habitatförstöring men allmänt betraktas Glirulus japonicus som livskraftig (least concern).